# Marek Dąbrowski
Marek Dąbrowski   (Gliwice, 28 de novembre de 1949) és un tirador d'esgrima polonès, ja retirat, especialista en floret, que va competir durant les dècades de 1960 i 1970.
El 1972 va prendre part en els Jocs Olímpics d'Estiu de Múnic, on disputà dues proves del programa d'esgrima. En la prova del floret per equips guanyà la medalla d'or, mentre en la del floret individual fou sisè. Quatre anys més tard, als Jocs de Mont-real, fou cinquè en la prova del floret per equips, mentre en la del floret individual quedà eliminat en els quarts de final.
En el seu palmarès també destaquen sis medalles al Campionat del Món d'esgrima, quatre de plata i dues de bronze, entre les edicions de 1969 i 1974, així com dues medalles de plata i una de bronze a les Universíades de 1970 i 1973. A nivell nacional guanyà vuit campionats de Polònia.